# Nicolas Debord
Nicolas Debord est un ancien footballeur professionnel français né le 24 août 1968 à Tours. Il évoluait au poste de milieu de terrain.

## Biographie
Nicolas Debord effectue sa formation au Tours FC, puis commence sa carrière professionnelle au sein du même club en 1990. Après trois saisons et 51 matchs avec le club tourangeau, il rejoint le FC Gueugnon. Au cours de la saison 1994-1995, il participe à la montée des Forgerons en Division 1. Il quitte cependant le club pour s'engager avec le MUC 72, où il reste deux saisons avant de rejoindre les rangs amateurs.
Au cours de sa carrière professionnelle, il participe à 200 matchs de Division 2.
Il devient entraîneur du Blois Foot 41 en 2002 et parvient à faire monter le club de la division d'honneur au CFA. Il quitte le club en 2007 et devient entraîneur du  R.C.Lons-le-Saunier jusqu'en janvier 2013. Ensuite, il récite ses gammes au niveau LR2 au club de l'US Coteaux de Seille (Jura) pendant une saison (2013-2014) avant de raccrocher les crampons, pour prendre les rênes de l'équipe première depuis la saison 2014-2015. Depuis 2016, son club est Bresse Jura Foot, toujours dans le Jura.